# Lowbrow
 (juin 2022).
Si vous disposez d'ouvrages ou d'articles de référence ou si vous connaissez des sites web de qualité traitant du thème abordé ici, merci de compléter l'article en donnant les références utiles à sa vérifiabilité et en les liant à la section « Notes et références ».

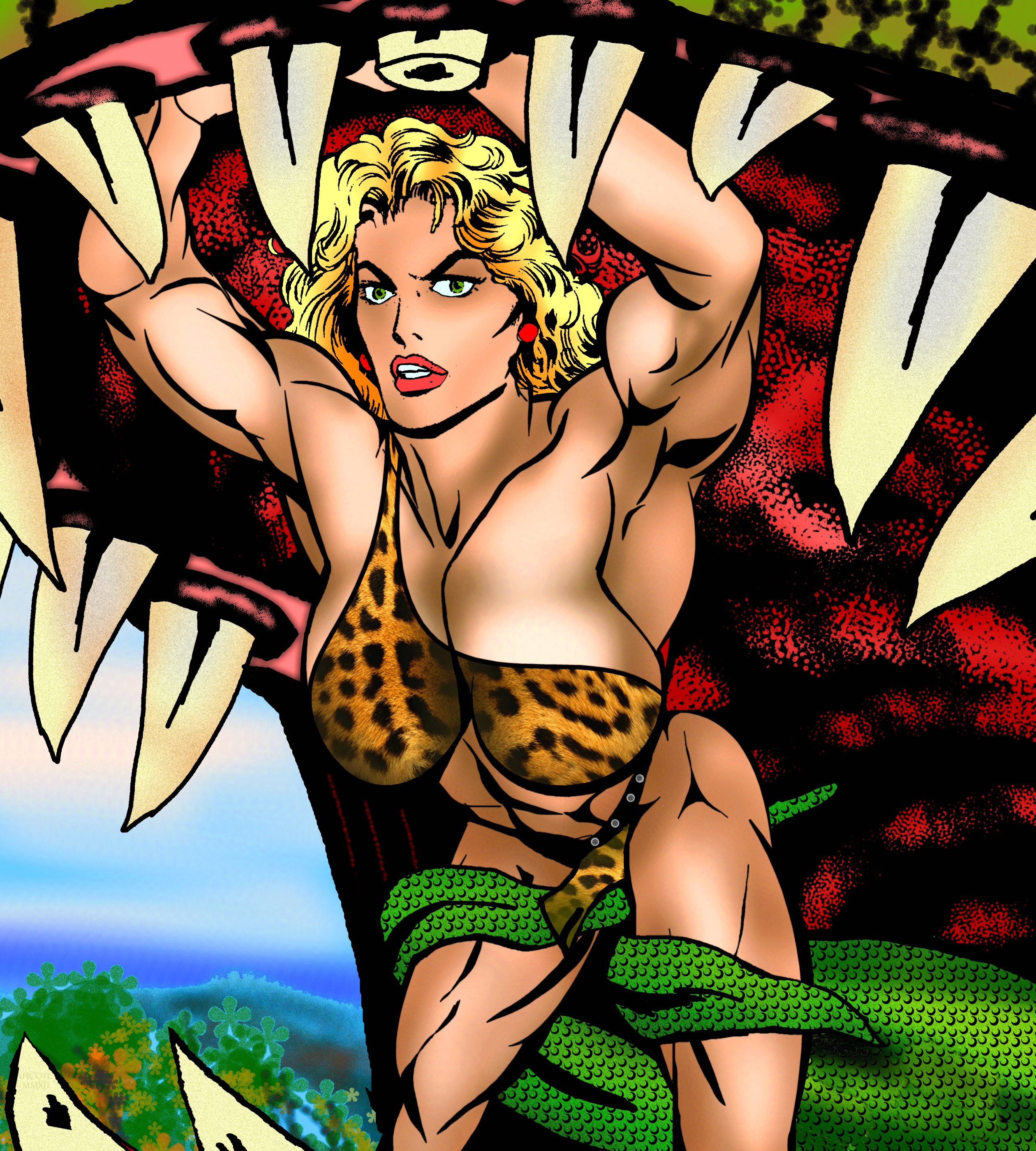
Dragomirja: Damn, that's cold blooded par IHCOYC. Lowbrow utilise souvent des thèmes de la culture populaire ancienne, comme les bandes dessinées et les tarzanides.

Le lowbrow, lowbrow art ou surréalisme pop, est un mouvement d'art pictural apparu à Los Angeles en Californie à la fin des années 1960. Il mélange les codes du surréalisme et de la pop culture.

## Historique

### Étymologie
Le terme lowbrow — littéralement : « front bas » — a été imaginé par le dessinateur, peintre et éditeur américain Robert Williams d'après son contraire, highbrow qui signifie littéralement « front élevé », dans le sens de dessin académique, intellectuel ou « intello » par opposition à une forme d'art populaire.

### Caractéristiques
Le lowbrow se réapproprie les codes issus des médias populaires tels que le comics, la publicité, le graffiti, le dessin animé et tout ce qui n'est pas considéré comme appartenant au monde des « beaux-arts » classiques.
Le lowbrow art est souvent humoristique, tantôt joyeux, parfois espiègle et, d'autres fois, sarcastique.
La plupart des œuvres lowbrow sont des peintures, mais elles peuvent également utiliser d'autres supports ou techniques : jouets, art numérique, sculpture.

## Quelques artistes lowbrow
Elisée Skayzoo 
- 100TAUR
- Akiza
- Alex Gross
- Anthony Ausgang
- Audrey Kawasaki
- Atsushi Kaneko
- Betsheba
- Camille Rose Garcia
- Caia Koopman
- Brandt Peters
- David Plunkert
- Elizabeth Mc Gratht
- Eric White
- Esao Andrews
- Gary Baseman
- Gary Panter
- Gary Taxali
- Gilen
- James Jean
- Jeff Soto
- Joe Coleman
- Lori Earley
- Lingouf
- Mark Ryden
- Marion Peck
- Moolinex
- Naoto Hattori
- Joe Sorren
- Victor Castillo
- Mijn Schatje
- Nicolas Thomas
- Odö
- Ray Caesar
- Reg Mombassa (en)
- Robert Williams
- Seonna Hong
- Steeven Salvat
- Tim Biskup
- Tara McPherson
- Toly A.K.
- Todd Schorr
- Viner Studio
- Eva Fialka
- Valentin Coquillat
- Veks Van Hillik
- Julien Anet